# Rosette Batarda Fernandes
Rosette Mercedes Saraiva Batarda Fernandes (* 1. Oktober 1916 in Redondo, Alto Alentejo; † 28. Mai 2005 in Coimbra) war eine portugiesische Botanikerin. Ihr botanisches Autorenkürzel lautet „R.Fern.“.

## Leben
Fernandes war die Tochter von José Inácio und Berta de Jesus Saraiva Batarda. 1928 absolvierte sie die Escola Maria Amália Vaz de Carvalho und 1941 schloss sie ihr Studium der Biowissenschaften an der Universität Lissabon ab. Im Juni desselben Jahres lernte sie auf einem naturwissenschaftlichen Kongress in Lissabon ihren zukünftigen Ehemann, den Botaniker Abílio Fernandes, kennen. Danach zog sie nach Coimbra, wo Abílio Fernandes im August 1941 Direktor des Museums, des Labors und des Botanischen Gartens der Universität Coimbra wurde. Am 14. November  1947 begann sie ihre Laufbahn als Naturwissenschaftlerin im Herbarium des Instituto Botânico (COI) der Universität Coimbra, wo sie bis zu ihrer Pensionierung als leitende Forscherin tätig war.
Zunächst arbeitete sie an der Neuorganisation des Herbariums und aktualisierte die Nomenklatur vieler Exemplare aus Portugal und den damaligen Kolonien. Sie nahm an zahlreichen botanischen Expeditionen in Portugal teil, die die Sammlungen bereicherten, und bereiste zusammen mit dem Team des Labors für Botanik der Universidade de Lourenço Marques und Abílio Fernandes Mosambik. Dieses Material befindet sich sowohl im COI als auch im Instituto de Investigação Científica Tropical.
Fernandes gilt als eine der produktivsten botanischen Taxonominnen Portugals im 20. Jahrhundert. Zwischen 1945 und 2000 veröffentlichte sie etwa 250 Werke, vor allem auf dem Gebiet der Pflanzensystematik. Sie verfasste zahlreiche Abhandlungen, die hauptsächlich in den Zeitschriften Boletim da Sociedade Broteriana und Garcia d’Orta veröffentlicht wurden.
Sie erstellte Bearbeitungen für mehrere Floren-Projekte, darunter Flora Europaea, Flora iberica, Flore de Mozambique, Conspectus Florae Angolensis und Flora Zambesiaca. Ihre Bearbeitungen der Dickblattgewächse, einschließlich derjenigen Taxa aus der Gattung Kalanchoe in den Projekten Conspectus Florae Angolensis (1982) und Flora Zambesiaca (1983), wurden in schneller Folge veröffentlicht. Dies gab Fernandes die Möglichkeit, Herbarsammlungen in einem breiten, zusammenhängenden Streifen Afrikas südlich des Äquators, von Angola im Westen bis Mosambik im Osten, zu vergleichen. Ferner äußerte sie sich zur Taxonomie einiger südafrikanischer Dickblatt-Arten.
Sie arbeitete auch an den Berichten für Flora Europaea in den Bänden II (1968), III (1972) und IV (1976) über 11 Gattungen der Familien Boraginaceae, Asteraceae, Labiatae, Malvaceae und Scrophulariaceae mit. Zwischen 1993 und 1997 trug sie mit 8 Gattungen zum Florenwerk Flora iberica (Bände III, IV und V) in den Familien Brassicaceae, Crassulaceae, Cucurbitaceae und Malvaceae bei.
Fernandes studierte auch die Flora von Makaronesien, insbesondere die Farngattungen Asplenium und Dryopteris sowie die Erlen und Gurken, und veröffentlichte insgesamt 33 Arbeiten, die meisten in den Zeitschriften Anuário da Sociedade Broteriana, Boletim da Sociedade Broteriana und Iconographia Selecta Florae Azoricae. Zuvor hatte sie zusammen mit ihrem Ehemann auch über die Karyologie der Narzissen publiziert.
Von 1944 bis 1991 nahm sie an 41 internationalen Kongressen teil, die in Spanien, Frankreich, dem Vereinigten Königreich, Schweden und Portugal stattfanden.
Fernandes schrieb über Botanik, Ethnobotanik, Geschichte der Botanik, Botanik in der volkstümlichen Poesie (Geopoetik) und in der portugiesischen Heraldik, die Reisen von Manuel Galvão da Silva durch Mosambik und einige wirtschaftlich bedeutende Pflanzen wie Wassermelone und Kürbisse.
Im Rahmen ihrer umfangreichen Arbeit auf dem Gebiet der Pflanzentaxonomie wurden viele neue nomenklatorische Kombinationen sowie mehr als 50 neue Taxa für die Wissenschaft veröffentlicht, einige davon auf Gattungsebene (z. B. Gravesiella). Mehr als die Hälfte der Taxa aus den Familien Anacardiaceae, Crassulaceae, Lamiaceae, Melastomataceae und Verbenaceae stammen von ihr als alleiniger Autorin.
Sie unternahm auch Feldforschungen und begleitete Josias Braun-Blanquet (1884–1980) auf einigen seiner phytosoziologischen Expeditionen mit A. R. Pinto da Silva in Portugal. Sie identifizierte 1860 exotische Arten, die im Botanischen Garten kultiviert wurden. Zudem war sie eine versierte botanische Künstlerin.
Rosette Batarda Fernandes starb im Mai 2005 im Alter von 88 Jahren. Ihre postumen Veröffentlichungen zu den Familien Aviceniaceae, Verbenaceae und Lamiaceae erschienen in der Flora Zambesiaca.

## Dedikationsnamen
Nach Batarda Fernandes sind die Taxa Cistus ×fernandesae P. Silva, Marsilea batardae Launert, Chironia fernandesiana Paiva & I.Nogueira und Memecylon fernandesiorum Jacq.-Fél. benannt.